# Cristiano Ciuti
 (octobre 2024).
Cristiano Ciuti, né en 1973, est un physicien quantique théorique italien, dont les recherches portent sur l'interaction lumière-matière en physique de la matière condensée et les systèmes quantiques ouverts à plusieurs corps.

## Biographie
Il a étudié la physique à l'École normale supérieure de Pise et à l'université de Pise, ou il a obtenu son diplôme en 1997. Après ses études de premier cycle, il est entré à l'EPFL, en Suisse ou il a obtenu son doctorat en 2001, suivi d'un postdoctorat à l'Université de Californie à San Diego.
Il a obtenu son premier poste universitaire en tant que maître de conférences à l'École normale supérieure de Paris en 2003.
En 2006, il est devenu professeur à Université Paris-Cité où il est actuellement professeur de classe exceptionnelle et directeur du laboratoire Matériaux et Phénomènes quantiques.
En 2010, il est nommé membre junior de l'Institut universitaire de France.

## Travaux
En 2004 il prévoit l'existence de la « lumière superfluide » et en 2009, en collaboration avec l'Institut national pour la Physique de la Matière de Trente, il démontre la possibilité pour un faisceau laser de traverser des matériaux semi-opaques sans dispersion. En 2019 il reçoit une bourse du Conseil européen de la recherche sur la « théorie des photons fortement corrélés ».

## Récompenses et distinctions
Il reçoit le prix Friedel-Volterra 2019 pour ses « contributions exceptionnelles aux interactions lumière-matière et à l'électrodynamique quantique en cavité dans le régime de couplage ultrafort ».